# Hussain Sajwani
Hussain Sajwani (em árabe: حسين سجواني; nascido em 1952–1953) é um empresário bilionário dos Emirados Árabes Unidos e fundador da empresa de desenvolvimento imobiliário, DAMAC Properties, e sua empresa de investimento privado, DAMAC Group.
De acordo com a Forbes, em agosto de 2024, Hussain Sajwani estava classificado entre os árabes mais ricos, com um patrimônio líquido de US$ 5,1 bilhões. Sajwani é um amigo próximo e associado do presidente americano Donald Trump.

## Vida pregressa
Hussain Sajwani nasceu em 1952–1953 e é o mais velho de cinco filhos. Ambos os pais eram empreendedores. Seu pai era um comerciante com uma loja no souk local, vendendo relógios, canetas Parker, camisas e produtos importados da China. Sajwani obteve uma bolsa de estudos do governo e frequentou uma faculdade de medicina em Bagdá. Após seu primeiro ano, ele partiu para os EUA e frequentou a Universidade de Washington, onde estudou engenharia industrial.

## Carreira
Sajwani começou sua carreira em 1981 no departamento financeiro da Abu Dhabi Gas Industries . Dois anos depois, ele iniciou um empreendimento de buffet, com clientes que incluíam o exército dos EUA e a Bechtel . O empreendimento ainda está em operação e agora se chama Global Logistics Services. 
Em 2002, Sajwani fundou a DAMAC Properties, uma das maiores empresas de desenvolvimento imobiliário do Oriente Médio. A empresa entregou cerca de 27.400 casas desde a sua criação e tem mais de 35.000 unidades em vários estágios de desenvolvimento. 
Um tribunal egípcio considerou Sajwani culpado de corrupção em conexão com um acordo de terras em 2006 na Baía de Gamsha, no Mar Vermelho. Ele foi condenado a 5 anos de prisão, mas chegou a um acordo com o governo egípcio por meio de uma arbitragem de resolução de disputas entre investidores e o Estado e não recebeu nenhuma punição. 
Em outubro de 2011, a DAMAC Properties lançou sua divisão de hospitalidade, 'DAMAC Maison Hotels & Resorts'.  Em 2015, a empresa foi listada publicamente no Mercado Financeiro de Dubai . 
Alguns dos projetos desenvolvidos pela DAMAC Properties incluem um campo de golfe projetado por Tiger Woods e administrado pela The Trump Organization,  apartamentos de luxo com interiores das casas de moda italianas Versace, Fendi e Roberto Cavalli  bem como marcas como Paramount Hotels and Resorts em parceria com a Paramount Pictures . 
Em 2019, a empresa de investimento privado de Sajwani concluiu a aquisição do grupo de moda italiano Roberto Cavalli.  A Sajwani investiu £ 600 milhões em Londres, Reino Unido, por meio de sua Torre DAMAC London, da marca Versace, em Nine Elms.  
Em junho de 2021, Sajwani renunciou ao cargo de presidente da Damac Properties e ofereceu-se para tornar a empresa privada.  Em 2022, Sajwani adquiriu a joalheria De Grisogono e anunciou dois projetos de desenvolvimento colaborativo em Dubai.   Além disso, Hussain Sajwani começou a liderar um novo grande empreendimento por meio da Edgnex, com foco no desenvolvimento de data centers em regiões da Irlanda a Tóquio . Esta expansão estratégica inclui um investimento de mil milhões de dólares destinado a satisfazer a crescente procura global de infra-estruturas de dados.  
Em setembro de 2023, Hussain Sajwani inaugurou oficialmente o DAMAC Mall, que atraiu um público anual de aproximadamente 1,3 milhões de visitantes. 
Em 7 de janeiro de 2025, Sajwani, juntamente com o presidente eleito Donald Trump, anunciou em uma entrevista coletiva um investimento de US$ 20 bilhões para construir novos data centers nos EUA. 

## Vida pessoal
Sajwani é casado, tem quatro filhos e mora em Dubai.  
Seu filho, Ali Sajwani, é formado em economia pela Northeastern University, em Boston, EUA, e diretor administrativo de operações do DAMAC Group. Ele foi nomeado uma das futuras estrelas do Oriente Médio pelo Arabian Business Achievement Awards 2017, organizado pela Arabian Business. 
Sua filha, Amira Sajwani, é formada pela University College London (UCL), onde se formou em Gestão de Projetos para Construção, e tem mestrado em Finanças pela London School of Economics (LSE).  Ela atua como Diretora Executiva de Vendas e Desenvolvimento da DAMAC.  

## Reconhecimento
- Classificado como número 15 no Hotelier Power 50 - CEO Middle East Awards 2017 [30]
- CEO de Propriedade do Ano – CEO Middle East Awards 2017 [31]
- Lenda do mercado imobiliário 2018 - Arabian Business Real Estate Awards [32]
- Líder de Negócios Imobiliários do Ano 2018 - Gulf Business Awards 2018 [33]
- Classificado em 26º lugar na lista Power 100 da Construction Week em 2019 [34]
- Em 2020, Sajwani apareceu na lista das pessoas mais influentes do setor imobiliário do MENA da Cityscape Intelligence. [35] [36]
- As 100 pessoas mais poderosas da hospitalidade global, reconhecidas pelo Global 100 do International Hospitality Institute em junho de 2022. [37]
- Prêmio Gulf Business Lifetime Achievement 2023 [38]
- 100 Power hour'24, Notícias de negócios da construção [39]